# 北京师范大学珠海校区
北京师范大学珠海校区（英語：Beijing Normal University at Zhuhai，缩写：BNU Zhuhai），为北京师范大学在广东省珠海市香洲区设立的一个校区。
2019年4月8日，中华人民共和国教育部批复同意设立北师大珠海校区，作为北京师范大学分校区，珠海校区与本部具有同水平、同标准的办学定位。

## 历史
2002年，北京师范大学珠海教育园区正式成立，该校是在北京师范大学百年校庆后作为“教改创新”而设置的异地校区，同年招收首届学生，首次开学典礼即采用北京师范大学珠海校区之名。
2003年，北京师范大学珠海教育园区由校方单方面更名为北京师范大学珠海校区，并在同年以“珠海校区”的名义对外招生，与北京师范大学本校采取同等招生规格。但此更名并未获得中华人民共和国教育部承认。
2003年7月30日，北京师范大学收到中华人民共和国教育部《关于北京师范大学珠海教育园区更名为北京师范大学珠海分校的通知》（教发函[2003]231号），要求将“北京师范大学珠海教育园区”更名为“北京师范大学珠海分校”，珠海分校建设发展所需资金由合作方承担或以民办机制筹措，国家和学校不承担其建设和运作所需要的资金投入；珠海分校应具有法人资格，并实行相对独立的管理；珠海分校的招生计划实行属地化管理，由广东省统筹安排下达；招收学生学习期满且考试合格者，颁发“北京师范大学珠海分校毕业证书”，并以“北京师范大学珠海分校”名称具印。
2008年12月16日，北京师范大学珠海研究院在北京师范大学珠海分校正式挂牌成立。由时任北京师范大学副校长、校党委常委，北京师范大学珠海分校代校长陈光巨任研究院院长。
2017年8月27日，广东省人民政府、珠海市人民政府与北京师范大学签署协议，共建北京师范大学珠海校区，将北京师范大学珠海分校升级为北京师范大学珠海校区。
2019年4月8日，中华人民共和国教育部向北京师范大学发出《教育部关于同意北京师范大学珠海校区建设的批复》（教发函〔2019〕14号），正式批复同意建设北京师范大学珠海校区，北京师范大学将在广东省政府、珠海市政府的支持下，利用北京师范大学珠海分校以及已协议收回的北京师范大学-香港浸会大学联合国际学院的用地进行校舍建设。北师大珠海校区将成为北京师范大学的分校区，与本部具有同水平、同标准的办学定位。而北京师范大学珠海分校将从2019年起逐年调减招生计划，于2021年停止招生，2024年终止办学。转型期间，珠海分校和珠海校区曾整体使用北京师范大学珠海园区之名称。
2024年9月26日，北京师范大学与珠海市人民政府签署新一轮协议持续推动珠海校区建设。

## 下设机构

### 学院
- 未来教育学院
- 一带一路学院
- 乡长学院
- 文理学院
- 未来设计学院
- 国家安全与应急管理学院
- 湾区国际商学院
- 继续教育与教师培训学院
- 未来技术学院

### 书院
- 乐育书院
- 会同书院
- 知行书院
- 凤凰书院
- 弘文书院
- 砺行书院

### 研究院
- 自然科学高等研究院
- 人文和社会科学高等研究院
- 环境与生态前沿交叉研究院

### 科研平台
- 中国基础教育质量监测协同创新中心南方中心
- 地下水污染控制与修复教育部工程研究中心
- 地表过程与资源生态国家重点实验室珠海基地
- 国家新闻出版总署出版智库
- 粤港水安全保障联合实验室
- 广东省人工智能与未来教育工程技术研究中心
- 广东省基础教育质量监测中心
- 珠澳生物技术联合实验室

## 历任领导
| 北京师范大学珠海教育园区领导小组组长 - 钟秉林（2008年10月） 北京师范大学珠海教育园区管理委员会主任 - 戴家干（2000年10月－2002年10月） 北京师范大学珠海研究院院长 - 陈光巨（2008年） | 北京师范大学珠海校区党委书记 - 方增泉（2019年6月－2020年11月） - 韦蔚（2020年11月－） 北京师范大学珠海校区管理委员会主任 - 王守军（2018年4月－2025年5月） - 孙红培（2025年5月－） |

## 附属学校
- 北京师范大学珠海实验幼儿园
- 北京师范大学珠海实验学校金凤校区（小学部）
- 珠海高新区北京师范大学实验中学（初中部）
- 北京师范大学珠海实验学校香山校区（高中部）

## 外部鏈接
- 北京师范大学珠海校区主页 （页面存档备份，存于）